# Division I i bandy 1961
Division I i bandy 1961 var Sveriges högsta division i bandy säsongen 1961. Södergruppsvinnarna IK Sirius lyckades vinna svenska mästerskapet efter seger med 3-1 mot norrgruppsvinnarna Edsbyns IF i finalmatchen på Stockholms stadion den 12 februari 1961.

## Upplägg
Gruppvinnarna i de två geografiskt indelade 10-lagsgrupperna möttes i final, och lag 9-10 i respektive grupp flyttades ned till Division II.

## Förlopp
- Första omgången spelades den 26 december 1960.[2]
- Nykomlingen Vetlanda BK spelade två hemmamatcher på Hvetlanda BK:s hemmabana.[3]
- Skytteligan vanns av Ove Eidhagen, IK Sirius med 11 fullträffar.[4].

## Seriespelet

### Division I norra
| Nr | Lag             | S | V | O | F | +/-     | P  |
| -- | --------------- | - | - | - | - | ------- | -- |
| 1  | Edsbyns IF      | 9 | 8 | 1 | 0 | 43 - 10 | 17 |
| 2  | Brobergs IF     | 9 | 7 | 1 | 1 | 33 - 20 | 15 |
| 3  | Västerås SK     | 9 | 5 | 0 | 4 | 28 - 18 | 10 |
| 4  | Örebro SK       | 9 | 5 | 0 | 4 | 25 - 21 | 10 |
| 5  | Ljusdals BK     | 9 | 5 | 0 | 4 | 21 - 18 | 10 |
| 6  | Sandvikens AIK  | 9 | 4 | 2 | 3 | 26 - 26 | 10 |
| 7  | Hälleforsnäs IF | 9 | 2 | 1 | 6 | 14 - 24 | 5  |
| 8  | Forsbacka IK    | 9 | 2 | 1 | 6 | 18 - 29 | 5  |
| 9  | Sandslåns SK    | 9 | 2 | 0 | 7 | 19 - 38 | 4  |
| 10 | IFK Askersund   | 9 | 2 | 0 | 7 | 22 - 45 | 4  |

### Division I södra
| Nr | Lag             | S | V | O | F | +/-     | P  |
| -- | --------------- | - | - | - | - | ------- | -- |
| 1  | IK Sirius       | 9 | 6 | 2 | 1 | 38 - 18 | 14 |
| 2  | Katrineholms SK | 9 | 6 | 2 | 1 | 31 - 15 | 14 |
| 3  | Nässjö IF       | 9 | 5 | 0 | 4 | 24 - 16 | 10 |
| 4  | IF Göta         | 9 | 4 | 2 | 3 | 22 - 18 | 10 |
| 5  | Skutskärs IF    | 9 | 5 | 0 | 4 | 24 - 31 | 10 |
| 6  | Hammarby IF     | 9 | 3 | 2 | 4 | 20 - 21 | 8  |
| 7  | IK Heros        | 9 | 2 | 4 | 3 | 19 - 25 | 8  |
| 8  | Lesjöfors IF    | 9 | 3 | 1 | 5 | 28 - 28 | 7  |
| 9  | Slottsbrons IF  | 9 | 2 | 3 | 4 | 14 - 23 | 7  |
| 10 | Vetlanda BK     | 9 | 1 | 0 | 8 | 16 - 41 | 2  |

## Seriematcherna

### Norrgruppen
- 26 december 1960 IFK Askersund-Brobergs IF 4-5
- 26 december 1960 Edsbyns IF-Forsbacka IK 7-0
- 26 december 1960 Ljusdals BK-Västerås SK 5-4
- 26 december 1960 Sandslåns SK-Hälleforsnäs IF 3-2
- 26 december 1960 Sandvikens AIK-Örebro SK 4-3

- 1 januari 1961 IFK Askersund-Sandvikens AIK 1-6
- 1 januari 1961 Brobergs IF-Hälleforsnäs IF 3-2
- 1 januari 1961 Forsbacka IK-Västerås SK 1-3
- 1 januari 1961 Sandslåns SK-Edsbyns IF 2-6
- 1 januari 1961 Örebro SK-Ljusdals BK 2-0

- 6 januari 1961 Brobergs IF-Ljusdals BK 3-0
- 6 januari 1961 Edsbyns IF-Sandvikens AIK 7-1
- 6 januari 1961 Forsbacka IK-Örebro SK 4-2
- 6 januari 1961 Västerås SK-Sandslåns SK 4-2

- 8 januari 1961 Hälleforsnäs IF-Edsbyns IF 1-3
- 8 januari 1961 Ljusdals BK-Forsbacka IK 4-2
- 8 januari 1961 Sandvikens AIK-Brobergs IF 4-3
- 8 januari 1961 Västerås SK-IFK Askersund 8-1
- 8 januari 1961 Örebro SK-Sandslåns SK 3-1

- 15 januari 1961 IFK Askersund-Forsbacka IK 6-3
- 15 januari 1961 Brobergs IF-Edsbyns IF 2-2
- 15 januari 1961 Ljusdals BK-Hälleforsnäs IF 5-0
- 15 januari 1961 Sandslåns SK-Sandvikens AIK 5-4
- 15 januari 1961 Örebro SK-Västerås SK 3-1

- 21 januari 1961 Hälleforsnäs IF-IFK Askersund 5-1

- 22 januari 1961 IFK Askersund-Ljusdals BK 0-2
- 22 januari 1961 Edsbyns IF-Örebro SK 5-2
- 22 januari 1961 Forsbacka IK-Sandslåns SK 5-0
- 22 januari 1961 Hälleforsnäs IF-Sandvikens AIK 3-3
- 22 januari 1961 Västerås SK-Brobergs IF 2-4

- 28 januari 1961 Brobergs IF-Forsbacka IK 5-2
- 28 januari 1961 Edsbyns IF-IFK Askersund 8-1
- 28 januari 1961 Ljusdals BK-Sandslåns SK 4-1
- 28 januari 1961 Sandvikens AIK-Västerås SK 0-2
- 28 januari 1961 Örebro SK-Hälleforsnäs IF 3-0

- 29 januari 1961 Brobergs IF-Örebro SK 4-3
- 29 januari 1961 Forsbacka IK-Sandvikens AIK 1-1
- 29 januari 1961 Hälleforsnäs IF-Västerås SK 0-3
- 29 januari 1961 Ljusdals BK-Edsbyns IF 0-3
- 29 januari 1961 Sandslåns SK-IFK Askersund 4-6

- 5 februari 1961 IFK Askersund-Örebro SK 2-4
- 5 februari 1961 Hälleforsnäs IF-Forsbacka IK 1-0
- 5 februari 1961 Sandslåns SK-Brobergs IF 1-4
- 5 februari 1961 Sandvikens AIK-Ljusdals BK 3-1
- 5 februari 1961 Västerås SK-Edsbyns IF 1-2

### Södergruppen
- 26 december 1960 IF Göta-Slottsbrons IF 0-0
- 26 december 1960 Katrineholms SK-IK Heros 1-1
- 26 december 1960 Nässjö IF-Hammarby IF 4-1
- 26 december 1960 IK Sirius-Vetlanda BK 7-1
- 26 december 1960 Skutskärs IF-Lesjöfors IF 4-2

- 31 december 1960 Hammarby IF-Skutskärs IF 2-3
- 1 januari 1961 IF Göta-IK Sirius 3-4
- 1 januari 1961 Katrineholms SK-Nässjö IF 2-0
- 1 januari 1961 Lesjöfors IF-Slottsbrons IF 5-0
- 1 januari 1961 Vetlanda BK-IK Heros 2-3

- 6 januari 1961 IK Heros-Skutskärs IF 1-5
- 6 januari 1961 Lesjöfors IF-IF Göta 3-6
- 6 januari 1961 Vetlanda BK-Nässjö IF 1-2

- 8 januari 1961 IF Göta-IK Heros 0-1
- 8 januari 1961 Katrineholms SK-Vetlanda BK 6-1
- 8 januari 1961 Nässjö IF-Skutskärs IF 7-1
- 8 januari 1961 IK Sirius-Lesjöfors IF 7-1
- 8 januari 1961 Slottsbrons IF-Hammarby IF 2-0

- 15 januari 1961 IK Heros-Slottsbrons IF 1-1
- 15 januari 1961 Katrineholms SK-IK Sirius 4-3
- 15 januari 1961 Lesjöfors IF-Nässjö IF 2-3
- 15 januari 1961 Skutskärs IF-IF Göta 1-5
- 15 januari 1961 Vetlanda BK-Hammarby IF 2-6

- 21 januari 1961 Slottsbrons IF-Katrineholms SK 3-3
- 21 januari 1961 Hammarby IF-IK Sirius 2-2

- 22 januari 1961 Hammarby IF-Katrineholms SK 1-3
- 22 januari 1961 IK Heros-Lesjöfors IF 4-4
- 22 januari 1961 IK Sirius-Nässjö IF 2-1
- 22 januari 1961 Slottsbrons IF-Skutskärs IF 1-3
- 22 januari 1961 Vetlanda BK-IF Göta 0-3

- 28 januari 1961 IF Göta-Hammarby IF 2-2
- 28 januari 1961 Katrineholms SK-Lesjöfors IF 3-4
- 28 januari 1961 Nässjö IF-Slottsbrons IF 3-4
- 28 januari 1961 IK Sirius-IK Heros 4-4
- 28 januari 1961 Skutskärs IF-Vetlanda BK 5-4

- 29 januari 1961 Hammarby IF-IK Heros 5-3
- 29 januari 1961 Lesjöfors IF-Vetlanda BK 7-0
- 29 januari 1961 Nässjö IF-IF Göta 1-2
- 29 januari 1961 Skutskärs IF-Katrineholms SK 1-3
- 29 januari 1961 Slottsbrons IF-IK Sirius 1-3

- 5 februari 1961 IF Göta-Katrineholms SK 1-6
- 5 februari 1961 IK Heros-Nässjö IF 1-3
- 5 februari 1961 Lesjöfors IF-Hammarby IF 0-1
- 5 februari 1961 IK Sirius-Skutskärs IF 6-1
- 5 februari 1961 Vetlanda BK-Slottsbrons IF 5-2

## Svenska mästerskapet 1961

### Match om tredje pris
- Katrineholms SK-Brobergs IF 2-2 efter förlängning

### Final
- 12 februari 1961: IK Sirius-Edsbyns IF 3-1 (Stockholms stadion)

## Svenska mästarna
Mall:IK Sirius BK 1961

### Fotnoter
1. ↑  Erik Jonsson. ”1960–1969”. Svenska Bandyförbundet. Arkiverad från originalet den 17 mars 2020. https://web.archive.org/web/20200317215222/https://www.svenskbandy.se/BANDYFINALEN/HISTORIK/Svenskamastare/Herrar/1960-1969. Läst 21 mars 2020.
2. ↑  Claes-G. Bengtsson (24 december 2007). ”Tacka Västerås för annandagsbandyn”. Svenska Bandyförbundet. Arkiverad från originalet den 22 juni 2019. https://web.archive.org/web/20190622134134/http://www.svenskbandy.se/NYHETER/CLASSESHISTORISKAHORNA/Aldrekronikor/Tackavasterasforannandagsbandyn/. Läst 27 oktober 2011.
3. ↑  ”Fakta om Vetlanda Bandyklubb”. Vetlanda BK. https://vetlandabk.se/foreningen/historia/. Läst 29 september 2008.
4. ↑  Erik Jonsson. ”Skyttekungar”. Svenska Bandyförbundet. Arkiverad från originalet den 11 mars 2016. https://web.archive.org/web/20160311201110/http://www.svenskbandy.se/SERIERCUPER/ELITSERIENHERR/HISTORIKSTATISTIK/STATISTIK/Malstatistik-overgripande/Skyttekungar/. Läst 11 oktober 2009.